# Îlet Petite Grenade
L'Îlet Petite Grenade est une petite île inhabitée située dans la mer des Caraïbes. Elle appartient administrativement à Le Vauclin.